# Shuangliao
Koordinaten: 43° 31′ N, 123° 30′ O
Shuangliao (chinesisch 雙遼市 / 双辽市, Pinyin Shuāngliáo Shì) ist eine nordostchinesische kreisfreie Stadt der bezirksfreien Stadt Siping im südwestlichen Teil der Provinz Jilin. Sie hat eine Fläche von 3.034 km² und zählt 420.720 Einwohner (Stand: Zensus 2010).

## Administrative Gliederung
Auf Gemeindeebene setzt sich die kreisfreie Stadt aus sechs Straßenviertel, acht Großgemeinden und vier Gemeinden zusammen (davon eine der Mongolen).